# Нагорода Марселя Гроссманна
Нагорода Марсе́ля Гро́ссманна (англ. Marcel Grossmann Award) — міжнародна нагорода, яку присуджує ICRANet ученим та науковим колективам, які працюють в галузі фізики гравітації та астрофізики, щотри роки, починаючи з 1985 року. Нагорода присвячена пам'яті швейцарського математика Марселя Гроссманна і виконується у вигляді срібної скульптури. Вона вручається на міжнародному семінарі із загальної теорії відносності під назвою «Гроссманнівська конференція», що проводиться кожних три роки.

## Лауреати
- 1985:  Абдус Салам, Вільям Фейрбанк[en] та Ватиканська обсерваторія
- 1989: Джон Арчибальд Вілер, Хаякава Сатіо[de] та Університет Західної Австралії
- 1991: Стівен Гокінг, Мінору Ода та Дослідницький інститут теоретичної фізики Університету Хіросіми (англ. Research Institute for Theoretical Physics (RITP) of Hiroshima University)
- 1994: Джеймс Вілсон (англ. James R. Wilson),  Субрахманьян Чандрасекар та Космічний телескоп «Габбл»
- 1997: Тулліо Редже[en], Френсіс Еверітт[en] та Єврейський університет в Єрусалимі
- 2000: Сесіл Девітт Моретт[en],  Ріккардо Джакконі,  Роджер Пенроуз, Брайс Девітт та Сольвеївські інститути фізики та хімії (фр. Solvay Instituts Internationaux de Physique et de Chimie)
- 2003: Івон Чоке Брюа, Джеймс В. Йорк[en], Юваль Неєман та Бразильський центр фізичних досліджень (CBPF)[pt][3].
- 2006: Джордж Койн[en], Рой Керр, Йоахім Трюмпер[de], Вільний університет Берліна[4].
- 2009: Яан Ейнасто, Крістін Джонс Форман[en], Майкл Крамер (англ. Michael Kramer) та Інститут вищих наукових досліджень[5].
- 2012: Халатников Ісаак Маркович, Філіппо Фронтера[it], Вільям Девід Арнетт[en] та Університетський центр AlbaNova[sv][6]
- 2015: Мартін Ріс, Синай Яків Григорович, Кенічі Номото[de], Сачіко Цурута[de],  Лі Цзундао,  Чженьнін Янг та Європейське космічне агентство[7]
- 2018: Лайман Пейдж, Сюняєв Рашид Алійович, Шинтан Яу та Наукове об'єднання «Planck» і Лабораторія експериментальної фізики Хансена[en][8].
- 2021: Димитріос Христодулу, Цві Піран,  Герард 'т Гофт,  Стівен Вайнберг та НВО ім. С. О. Лавочкіна й Інститут позаземної фізики Товариства Макса Планка[9]